# Phlebiopsis himalayensis
Phlebiopsis himalayensis är en svampart som beskrevs av Dhingra 1987. Phlebiopsis himalayensis ingår i släktet Phlebiopsis och familjen Phanerochaetaceae.   Inga underarter finns listade i Catalogue of Life.